# Parasitoïde

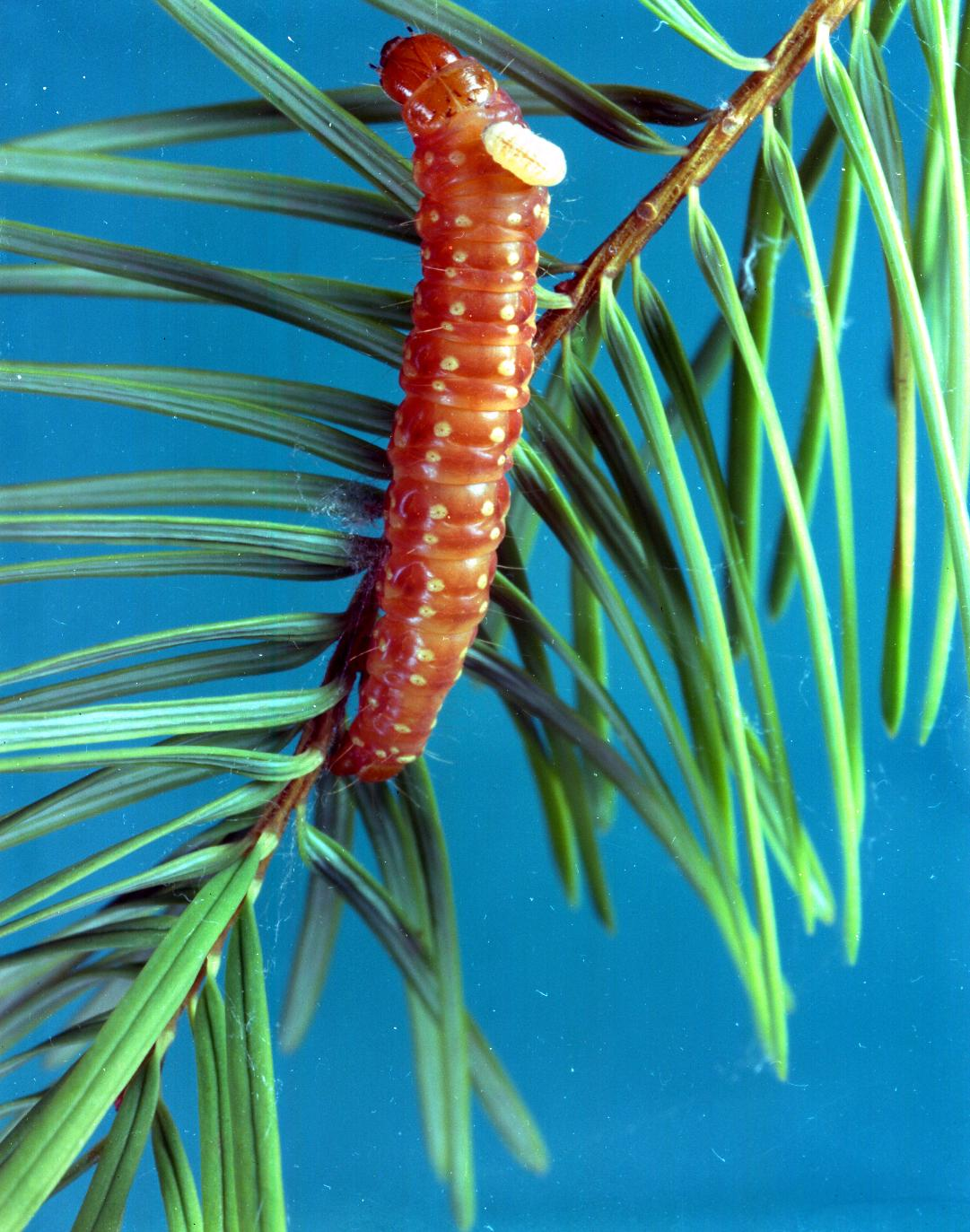
Chenille d'une tordeuse parasitée par la larve d'une guêpe du genre Phytodietus, qui la tuera avant de se nymphoser (ectoparasitisme).

Un parasitoïde est un organisme qui se développe au détriment d'un autre organisme, appelé « hôte », qu'il tue inévitablement au cours ou à la fin de ce développement. Ce processus diffère du parasitisme « habituel », lors duquel le parasite ne cause pas la mort de son hôte, dont il ne retirerait aucun avantage du point de vue évolutif.
Le parasitoïsme désigne l'interaction antagoniste durable qui se termine par la mise à mort de la victime.
Les parasitoïdes peuvent vivre à l'intérieur de leur hôte (endoparasites) ou à l'extérieur (ectoparasites). Ils peuvent être des insectes (les insectes parasitoïdes représentent environ 10 % des insectes), des nématodes, des champignons, des protistes, des bactéries ou des virus (Eggleton et Gaston 1990). Cependant, la majorité des parasitoïdes étudiés et répertoriés sont des insectes (Boivin 1999).
Au milieu des années 1990, on avait déjà répertorié et nommé 87 000 espèces d'insectes parasitoïdes, classés dans six ordres : 
- Hymenoptera (67 000 essentiellement des micro-hyménoptères de la famille des Braconidae, Eulophidae, Pteromalidae et Ichneumonidae),
- Diptera     (15 600),
- Coleoptera   (4 000),
- Neuroptera      (50),
- Lepidoptera     (10) et
- Trichoptera      (1)

## Proies
Les proies des parasitoïdes sont presque exclusivement des insectes mais on connaît quelques espèces de parasitoïdes spécialisés (presque tous des diptères) qui pondent leurs œufs sur des araignées, des chilopodes et même des vertébrés.

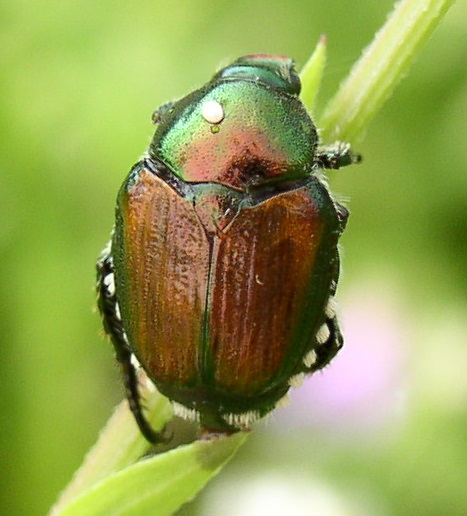
Œuf de la mouche Istocheta aldrichi (blanc) pondu directement sur le prothorax d'un scarabée japonais.

Beaucoup de parasitoïdes pondent directement sur l'œuf ou la larve de leur hôte. Certains pondent leurs œufs sur leur hôte à d'autres stades de développement (pupe, adulte). Quelques espèces parasitent un stade de développement pour émerger au stade suivant. Par exemple, l'hyménoptère Holcothorax testaceipes  pond dans les œufs de papillons de la famille des Gracillariidae (lépidoptère) ; la larve y commence son développement et le termine dans la chenille d'où elle émerge en la tuant. 
Quelques espèces pondent dans un environnement susceptible d'abriter leurs espèces-hôtes cibles ; les larves une fois écloses devront trouver leur hôte. Ainsi, chez le coléoptère Aleochara bilineata, les œufs sont pondus près de la plante favorite de l'hôte où la larve, à son premier stade, trouvera des pupes de diptères à parasiter (par exemple de mouche du chou, consommatrice de crucifères). À l'état adulte, Aleochara bilineata est aussi un prédateur de ce diptère, dont il consomme jusqu'à 23,8 œufs ou larves par jour.
L'immunité de l'hôte le défend contre les parasites : certaines espèces parasitées peuvent encapsuler l'œuf du parasitoïde et inhiber son développement, mais certains endoparasitoïdes évitent cette encapsulation en pondant leurs œufs dans une zone inaccessible aux hémocytes de l'hôte, responsables de l'encapsulation. Les femelles d'autres endoparasitoïdes injectent à l'hôte un virus inhibant son système immunitaire. 
Les proies d'ectoparasitoïdes peuvent chercher à se débarrasser du parasite, risque que quelques espèces éliminent en sécrétant une toxine paralysant partiellement ou totalement l'hôte.

## Fécondité
Par rapport à d'autres espèces, les parasitoïdes pondent un nombre plutôt moins élevé d'œufs mais, ceux-ci étant souvent déposés directement sur la proie, le taux de succès est élevé. 
Quelques espèces ont un taux de fécondité exceptionnel. Quand elles pondent un seul ou quelques œufs, ces derniers se divisent par mitose pour former plusieurs individus (polyembryonie).

## Typologie

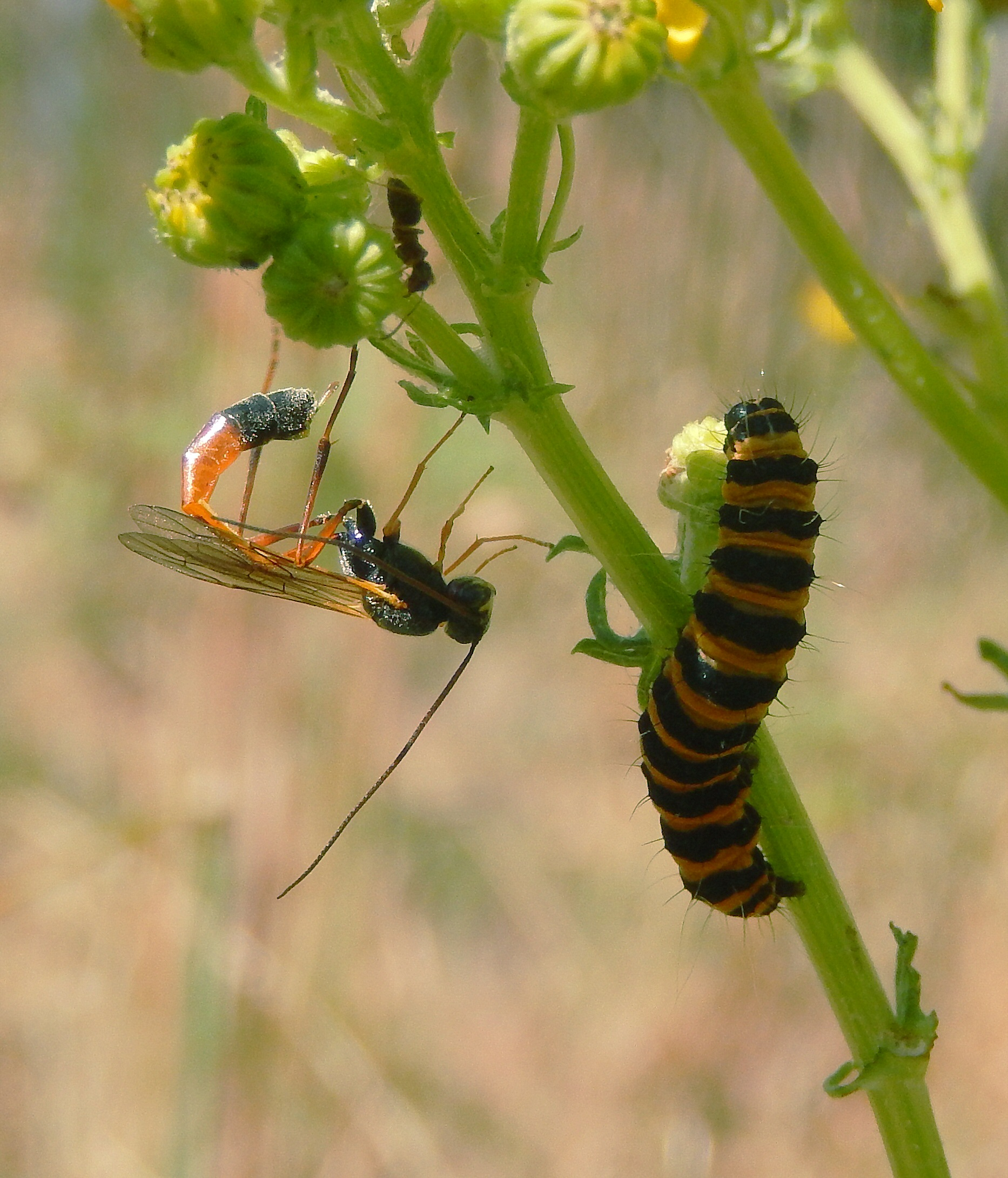
Un ichneumon se préparant à parasiter une chenille.

Les insectes parasitoïdes pondent leurs œufs dans les larves d'autres insectes ou dans les larves d'autres parasitoïdes (on parle alors d'hyperparasitoïde) ; ils jouent pour cette raison un rôle important dans les équilibres écologiques, en tant que régulateur des populations d'insectes parasites.
Certains parasitoïdes de la famille des Aphelinidae ont des mâles et femelles qui se développent différemment (en endo- ou exoparasites, ou sur des hôtes différents, ou en « autoparasite »).
Comme d'autres parasites, on peut les classer selon qu'ils sont des parasites externes ou internes : on les dit ectoparasitoïdes quand leur larve s'alimente sur la surface externe de leur hôte et endoparasitoïdes lorsqu'elles s'alimentent à l'intérieur de leur hôte.
Ils sont solitaires (un seul œuf est pondu sur la larve d'un seul hôte) ou grégaires (plusieurs parasites, parfois jusqu'à plusieurs centaines, s'alimentent aux dépens d'un seul hôte).
On parle aussi de  :
- superparasitisme : plusieurs œufs de la même espèce sont déposés par des individus différents sur un même hôte ;
- multiparasitisme : des œufs de différentes espèces sont déposés sur un même hôte ;
- hyperparasitoïde : l'hôte est un autre parasite. Il existe même des insectes qui parasitent des insectes hyperparasitoïdes[9];
- hyperparasitoïde facultatif : une espèce normalement parasitoïde devient hyperparasitoïde par nécessité quand elle manque de son hôte normal ;
- hyperparasitoïde obligatoire : une seule espèce hôte est liée à une seule espèce hyperparasite ;
- parasitoïde koinobionte (ou cénobionte) : la femelle parasite ne tue pas l'hôte sur lequel ou dans lequel elle pond son œuf. Elle peut le parasiter précocement. Si l'œuf y est pondu au premier stade alors que l'organisme-hôte est trop petit pour nourrir le parasite, ce dernier peut entrer en dormance jusqu'à un stade de développement suffisant de sa proie ;
- parasitoïde idiobionte : la femelle parasite tue ou paralyse l'hôte (adulte) avant d'y pondre son œuf[5] ;
- autoparasitisme : chez quelques espèces, mâles et femelles se développent sur une même espèce, mais le mâle s'y développe en ectoparasitoïde alors que la femelle le fait en endoparasitoïde ;
- adelphoparasitisme : la femelle est parasitoïde d'un hôte primaire (herbivore le plus souvent), alors que le mâle est parasitoïde des œufs des femelles de sa propre espèce ou d'une autre espèce parasitoïde (hôte secondaire).

Dans d'autres cas mâles et femelles sont des parasitoïdes primaires, mais avec une espèce-hôte différente pour le mâle et pour la femelle.

## Utilisation comme «auxiliaires agricoles»

Endoparasitoïdes variés du défoliateur Phauda flammans

Les premières utilisations semblent avoir été faites à Hawaï. Des « introductions contre la mouche méditerranéenne des fruits en 1913, initiaient une longue série d’études sur les guêpes parasites qui attaquent les ravageurs téphritidés » . Il s'agit de microhyménoptères (microguêpes) de la famille des téphritidés, parasites de mouches (diptères) ravageurs de fruits comestibles, d'où l'importance économique. 
De nombreux insectes parasitoïdes (hyménoptères et diptères essentiellement) sont utilisés en agriculture bio ou pour la lutte intégrée car ils contribuent à efficacement limiter les populations d'insectes ravageurs sans utilisation de pesticides. 
Leur capacité de coévolution avec leurs hôtes (s'ils sont élevés et utilisés avec une biodiversité suffisante) permet de limiter le risque d'adaptation des insectes dits « nuisibles » aux pesticides et à ces parasitoïdes. Ces derniers sont parfois classés dans les « bio-pesticides » avec les prédateurs directs tels que la coccinelle. 
Les trichogrammes sont par exemple élevés et relâchés dans les cultures pour lutter contre la pyrale du maïs. Cette famille comprend plus de 600 parasitoïdes répertoriés dans le monde. Elle comprend les insectes les plus petits au monde (plusieurs espèces mesurent moins d'un millimètre mais parasitent efficacement des ravageurs des cultures). Des trichogrammes sont répandus chaque année dans 30 pays, sur des forêts et plus de 20 cultures différentes (couvrant 30 millions d'ha). Les principaux pays qui les utilisent sont l'ex-URSS suivie de la Chine et du Mexique.
Ce type de lutte biologique (trichogrammes et hyménoptères parasitoïdes) est plus rare en Amérique du Nord ou dans les cultures intensives d'Europe car la pollution générale de l'environnement par les insecticides y tue les parasitoïdes eux-mêmes.
Parmi les hyménoptères utilisés en agriculture intégrée, on trouve les Braconidae, les Ichneumonidae, les Eulophidae, les Pteromalidae, les Encyrtidae et les Aphelinidae. Chez les diptères, l'unique famille très utilisée est celle des Tachinidae.
Les hyménoptères ont eux aussi leurs parasitoïdes, par exemple les larves de Strepsiptères comme Stylops melittae.

## Les parasitoïdes dans la culture
- Parasite, roman américain.
- The Parasite, film américain réalisé par Louis Gasnier sorti en 1925 ;
- Alien, le huitième passager, film américain réalisé par Ridley Scott sorti en 1979
- Parasite, film de Charles Band sorti en 1982 ;
- The Parasite, film d'Andy Froemke sorti en 1997 ;
- Parasite, film d'Andrew Prendergast sorti en 2004 ;
- Les Parasites, de Philippe de Chauveron, fait référence au sens figuré du terme ;
- Parasite, film dramatique sud-coréen de Bong Joon-ho (2019).
- L'Homme est le seul parasite conscient de tuer son hôte, la Terre, mais qui continue car ses faiblesses sont plus fortes que lui, citation de Murray Bookchin dans son récit Notre environnement synthétique[15].